# Hermann Balck
Hermann Balck (7 de desembre de 1897 – 29 de novembre de 1982) va ser un oficial alemany que serví a la Primera i a la Segona Guerra Mundial, arribant al rang de General der Panzertruppe. Va ser un dels 27 condecorats amb la Creu de Cavaller de la Creu de Ferro amb Fulles de Roure, Espases i Diamants. El seu pare era el Generalleutnant i cavaller de l'orde Pour le Mérite William Balck.

## Biografia
Balck va néixer a Danzig-Langfuhr. Era fill del Generalleutnant William Balck i de la seva esposa Mathilde. Balck provenia d'una família amb una llarga tradició militar: un avantpassat havia lluitat sota el pavelló britànic amb el duc de Wellington a la Legió Alemanya del Rei, i el seu avi era oficial als Highlanders d'Argyll i Sutherland de l'exèrcit britànic. El seu pare, William Balck, va ser un dels escriptors sobre tàctica més destacats de l'exèrcit alemany d'abans de la I Guerra Mundial, i com a comandant de divisió durant aquella guerra arribaria a guanyar la Pour le Mérite, el màxim orde militar alemany.
El 10 d'abril de 1913 Balck ingressà al Batalló de Fusellers de Hannover n. 10 a Goslar com a cadet. Entre el 12 de febrer de 1914 i fins a l'esclat de la Primera Guerra Mundial al juliol assistí a l'Acadèmia Militar de Hannover.

### Primera Guerra Mundial
Balck serví com a oficial d'infanteria de muntanya, i la seva unitat tingué un paper clau al Pla Schlieffen, comandant la travessa del Districte de Sedan. Acabà lluitant als fronts balcànic, occidental, oriental i italià. Serví 3 anys com a comandant de companyia, acabant la guerra comandant una companyia de metralladores. Durant el transcurs de la guerra va ser ferit en 7 ocasions. Balck va ser proposat per rebre la Pour le Mérite a l'octubre de 1918, però la guerra acabà abans que la seva citació completés el procés.

### Període d'entreguerres
Durant el període d'entreguerres Balck va ser seleccionat com un dels 4.000 oficials que podien continuar servint militarment al Reichswehr.

### II Guerra Mundial

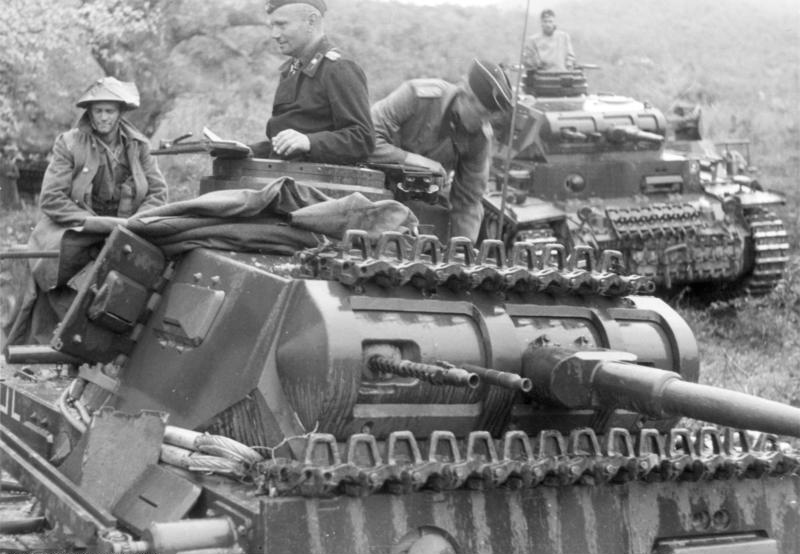
El coronel Balck a Grècia, abril de 1941

En esclatar la II Guerra Mundial el 1939, Balck servia com a oficial d'estat major a l'OKH (l'alt comandament de l'exèrcit alemany). A finals d'octubre va ser nomenat comandant del Schützenregiment 1 (1r regiment motoritzat de fusellers) a la 1a divisió Panzer, on serví durant la batalla de França.
Durant l'hivern i la primavera de 1940 i 1941 comandà el Panzerregiment 3 durant la batalla de Grècia i, més tard, la 2a Panzerbrigade de la mateixa divisió. Tornà a tasques d'estat major a l'Inspectorat de les Forces Cuirassades de l'OKH al juliol de 1941. Al maig de 1942, Balck va anar al Front Oriental com a comandant de l'11a divisió Panzer a Ucraïna i al sud de Rússia. Va ser traslladat a la reserva d'oficials, però immediatament va rebre el comandament de la unitat d'elit del Heer, la Panzergrenadierdivision Grossdeutschland. Després d'una breu estada a Itàlia va rebre el comandament del XLVIII Panzerkorps al front oriental al desembre de 1943 i, finalment, el 4. Panzerarmee a partir d'agost de 1944. Durant aquest període les seves tropes s'encarregaren de la defensa contra els contraatacs soviètics a Stalingrad, al Dnièper i a Jitomir el 1943, així com la defensa contra l'ofensiva d'hivern i primavera a la Ucraïna occidental el 1944. El juliol del 1944 Balck comandà el 48. Panzerkorps durant la fase inicial de l'ofensiva Lvov-Sandomierz. Balck va participar de primera mà al fracàs de la defensa i a l'infructuós intent de rellevar l'encerclat XIII. Armeekorps a Brody, el qual va ser destruït.
El setembre del 1944 va ser traslladat del 4t Exèrcit Panzer a Polònia fins al front occidental, per comandar el Grup d'Exèrcits G a la regió d'Alsàcia. Balck va ser incapaç d'aturar l'avanç de les tropes del general Patton, i al desembre va ser rellevat del comandament. Gràcies a la intervenció del general Guderian, va ser traslladat de nou a un càrrec de comandament al front oriental. Balck va prendre el comandament del Grup d'Exèrcit Balck a Hongria, mentre que el Grup d'Exèrcits G passava a mans del general Johannes Blaskowitz.
Balck va ser capturat a Àustria per les tropes estatunidenques el 8 de maig de 1945.

### Vida de postguerra
Després de la guerra treballà a un magatzem. El 1948 va ser detingut per assassinat per l'execució del comandant d'artilleria tinent coronel Johann Schottke. L'incident havia tingut lloc mentre que Balck servia com a comandant del Grup d'Exèrcits G al front occidental. La unitat de Schottke no havia encertat sobre la seva zona d'objectiu, i quan l'anaren a buscar va ser descobert en estat d'embriaguesa estant de servei, el 28 de novembre de 1944 prop de Saarbrücken. Balck presidí el judici Schottke va ser afusellat. Però es va fer sense el tribunal militar ordenat, i per aquests fets Balck va ser considerat culpable i sentenciat a 3 anys. Complí la meitat de la seva sentència abans de ser alliberat.

## Valoració de la seva carrera
Balck va ser considerat un bon comandant de tropes cuirassades, posant-se com a exemple el se comandament de l'11a divisió Panzer i del 48è Cos Panzer entre 1942 i 1943. Algunes de les batalles en les quals Balck participà apareixen al llibre Panzer Battles, les memòries del Generalmajor Friedrich von Mellenthin.
Balck començà la guerra com a tinent coronel el 1939 i l'acabà com a General der Panzertruppe. Balck va ser un dels 27 oficials de la Wehrmacht que rebé la Creu de Cavaller de la Creu de Ferro amb Fulles de Roure, Espases i Diamants. La seva carrera durant la guerra va estar marcada per la seva capacitat en la guerra de maniobres, resultant en el seu ràpid ascens. En certa manera, la seva carrera té certes semblances a les d'Erwin Rommel o la de Hasso von Manteuffel.

## Carrera
Leutnant (20/09/1916);
 Oberleutnant (01/05/1924);
 Rittmeister (01/02/1929);
 Major (01/06/1935);
 Oberstleutnant (23/01/1938);
 Oberst (1/10/1940);
 Generalmajor (15/07/1942;
 Generalleutnant (21/01/1943);
 General der Panzertruppe (12/11/1943;

## Condecoracions
Creu de Ferro 1914 de 2a Classe – 15 d'octubre de 1914
 Creu de Ferro 1914 de 1a Classe – 26 de novembre de 1914
 Creu de cavaller de l'orde de la Casa de Hohenzollern amb Espases (3 de desembre de 1917)
 Creu bavaresa al Mèrit Militar de 4a classe amb Espases (15 de novembre de 1914)
 Creu del Mèrit Militar de 3a classe (Àustria; 28 de febrer de 1916)
 Insígnia de Ferit en Or (10 de maig de 1918)
 Creu d'Honor 1914-1918
 Medalla del Llarg Servei a la Wehrmacht de I i IV classe
Insígnia de Combat de Tancs en Plata (14 d'octubre de 1940)
 Barra 1939 a la Creu de Ferro de II Classe – 12 de maig de 1940
 Barra 1939 a la Creu de Ferro de I Classe – 13 de maig de 1940
  Creu de Cavaller de la Creu de Ferro amb Fulles de Roure, Espases i Diamants
 Creu de Cavaller de la Creu de Ferro – 3 de juny de 1940 com a  Oberstleutnant i comandant del Schützen-Regiment 1
 Fulles de Roure – 20 de desembre de 1942 com a Generalmajor i comandant de l'11a Divisió Panzer (155è)
 Espases – 4 de març de 1943 com a Generalleutnant i comandant de l'11a Divisió Panzer (25è)
 Diamants – 31 d'agost de 1944 com a General der Panzertruppe i comandant del 4. Panzerarmee (19è)
4 mencions al Wehrmachtbericht
 Orde de Valentia de 3a Classe, 1a etapa amb Espases (Bulgària, 2 de desembre de 1941)

## Obres
- Balck, Hermann (1981). Ordnung im Chaos / Erinnerungen 1893 - 1948. Biblio, Osnabrück. ISBN 3-7648-1176-5.